# Boltenia villosa
Boltenia villosa är en sjöpungsart som först beskrevs av William Stimpson 1864.  Boltenia villosa ingår i släktet Boltenia och familjen lädermantlade sjöpungar. Inga underarter finns listade.